# Хајденхајм (Средња Франконија)
Хајденхајм (њем. Heidenheim) град је у њемачкој савезној држави Баварска. Једно је од 27 општинских средишта округа Вајсенбург-Гунценхаузен. Према процјени из 2010. у граду је живјело 2.390 становника. Посједује регионалну шифру (AGS) 9577140.

## Географски и демографски подаци
Хајденхајм се налази у савезној држави Баварска у округу Вајсенбург-Гунценхаузен. Град се налази на надморској висини од 529 метара. Површина општине износи 52,3 km². У самом граду је, према процјени из 2010. године, живјело 2.390 становника. Просјечна густина становништва износи 46 становника/km².

## Међународна сарадња
| Мјесто  | Држава               | Врста сарадње | Од    |
| ------- | -------------------- | ------------- | ----- |
| Ротерам | Уједињено Краљевство | контакт       | 2000. |
|         | Француска            | контакт       | 2000. |
| Извор   |                      |               |       |